# Cesarò
Cesarò es una localidad italiana de la provincia de Mesina, región de Sicilia, con 5544 habitantes.

Ubicación de la ciudad de Cesarò dentro de la provincia de Mesina.

## Evolución demográfica
| Gráfica de evolución demográfica de Cesarò entre 1861 y 2001 |
|                                                              |
| Fuente ISTAT - Elaboración gráfica por parte de Wikipedia    |